# 양운
양운(楊惲, ? ~ 기원전 54년)은 전한 후기의 관료로, 자는 자유(子幼)이며 경조윤 화음현(華陰縣) 사람이다. 승상 양창의 아들이자 《사기》의 저자 사마천의 외손자로, 《사기》를 널리 퍼뜨렸다.

## 생애
《사기》와 《춘추》를 읽었다. 배다른 형 양충의 임자로 낭(郞)이 되었고, 상시기(常侍騎)가 되었다. 재능을 인정받고 명사·유학자와 교류하였고, 조정에서도 명성이 있어 좌조(左曹)로 발탁되었다.
지절 4년(기원전 66년), 양운은 시중 김안상을 통하여 선제에게 곽우 일당의 모반을 알렸고, 반란 진압 후 공로를 인정받아 평통후(平通侯)에 봉해지고 중랑장이 되었다.
열후가 된 양운은 아버지의 유산을 친족들에게 나누어주고, 또 계모의 유산을 물려받게 되자 이 또한 계모의 집안에 나누어주는 등 재물을 가벼이 여기고 의리를 소중히 하였다.
당시의 관행으로, 낭관은 자비로 소모품을 해결하지 못하면 휴가를 얻을 수 없었다. 때문에 가난한 이는 병에 걸려도 정기 휴가밖에 쓰려 하지 않았고, 부자는 돈을 써가며 일도 하지 않고 좋은 부서에 발령되려고만 하였다. 양운은 이 관행을 타파하여 대사농에게서 소모품을 타 가도록 하였고, 휴가 또한 법에 정해진 대로만 보내주었다. 또 낭과 알자(謁者)가 죄를 지으면 파면시키고, 유능하면 천거하도록 하여, 청탁과 비리가 사라졌다. 이 공적으로 제리광록훈(諸吏光祿勳)으로 승진하였고, 선제의 측근으로 중용되었다. 양운은 청렴하여 낭관들의 칭송을 받았으나, 한편으로는 자신의 공적과 능력을 뽐냈고, 또 사람들의 비밀을 멋대로 캐내어 약점을 잡기도 하여 원한을 많이 샀다.
오봉 2년(기원전 56년), 태복 대장락이 제사의 예행연습에서 자신이 황제의 대역을 맡은 사실을 부하에게 자랑하였다. 어떤 사람이 대장락이 해서는 안 될 말을 하였다며 그를 탄핵하였는데, 대장락은 양운의 소행이라고 지레짐작하여 양운이 황제를 비방하는 말을 하였다고 주장하였다. 양운은 사형은 면했지만 대장락과 함께 파면되었고, 작위 또한 빼앗겨 서인이 되었다.
이후 양운은 재산을 불리는 데에 힘쓰고 오락으로 소일하였다. 한 해 남짓 지나, 그의 재능을 아까워한 친구 손회종은 글을 써 양운을 타일렀으나, 양운은 듣지 않았다. 형의 아들인 전속국(典屬國) 양담은 양운에게 그 동안 쌓은 공이 있으니 다시 쓰임받을 날이 있을 것이라고 위로하였는데, 양운은 도리어 이렇게 답하였다.
| “ | 공이 있는 게 무슨 소용이냐? 지금은 힘써 일할 때가 아니다. | ” |

양담은 양운의 말에 동조하였다.
| “ | 옳은 말씀입니다. 갑관요와 한연수는 힘써 일한 자들이었는데, 모두 (지금의 황제에게) 주살되었습니다. | ” |

둘의 발언이 문제가 되어 정위가 심리하기에 이르렀고, 결국 양운은 요참에 처하였다.
양운의 처자식은 주천으로 유배되었고, 양담 또한 양운의 말에 동조한 죄로 관작이 박탈되었다. 양운의 벗 손회종·위현성·장창 또한 파면되었다.

## 출전
- 반고, 《한서》
  - 권8 선제기
  - 권17 경무소선원성공신표
  - 권18 외척은택후표
  - 권19하 백관공경표 下
  - 권62 사마천전
  - 권66 공손유전왕양채진정전

| 전임 범명우 | 전한의 광록훈 기원전 61년 ~ 기원전 56년 | 후임 소망지 |

| 선대 (첫 봉건) | 전한의 평통후 기원전 70년 8월 을축일 ~ 기원전 55년 | 후대 (봉국 폐지) |